# Klaudie Medicejská
Klaudie Medicejská (4. června 1604 Florencie – 25. prosince 1648 Innsbruck) byla princezna toskánská, sňatkem rakouská arcivévodkyně a hraběnka tyrolská.

## Původ
Byla nejmladší z devíti dětí toskánského velkovévody Ferdinanda I. a jeho manželky, lotrinské princezny Kristiny. Ač měla osm starších sourozenců, pouze ona a nejstarší bratr Cosimo se dočkali potomků.

## Vévodkyně z Urbina
Klaudie byla poprvé provdaná za vévodu z Urbina. Svatba se konala v r. 1621, kdy bylo Klaudii sedmnáct a v devatenácti letech se stala vdovou.

## Arcivévodkyně

### Tyrolská hraběnka
Roku 1626 se provdala znovu. V manželství s Habsburkem Leopoldem porodila Klaudie pět dětí během šesti let. Na Klaudiin popud nechal Leopold v Innsbrucku postavit první dvorní divadlo a operu, které bylo dokončeno roku 1630. V roce 1632 se stala znovu vdovou a zároveň s bratrem zesnulého manžela i regentkou. Spravovala zemi až do plnoletosti nejstaršího syna Ferdinanda Karla.

### Regentka
Klaudiina vláda probíhala v mírně absolutistickém duchu, kterou podporoval její dvorní kancléř, doktor Wilhelm Biener.
V roce 1635 postihla hrabství morová nákaza, kterou do země zavlekli císařští vojáci, putující zemí ze Španělska a z Itálie v dobách třicetileté války, která po dobu regentství ohrožovala Tyrolsko boji jak na severní, tak na západní hranici hrabství a z části i v Předních Rakousich. Z tohoto důvodu nechala Klaudie vylepšit pohraniční pevnosti na severu země a v průsmyku u Scharmitzu rovněž nechala vybudovat mohutné údolní opevnění, existující do roku 1805 a pojmenovanou na Klaudiinu počest Porta Claudia. V roce 1639, po dobytí části území v Předních Rakousích Francouzi, spojila své síly v podobě vojenského spolku se španělským králem Filipem IV. a s císařem Ferdinandem III.
Důležitým krokem byla reforma zeměbrany spojená s větším vynaložením finančních prostředků, které Klaudie získala z daní zemských sněmů. Tyto daně byly také důvodem sporu mezi Tyrolskem a biskupstvím v Brixenu a Tridentu.
Po Leopoldově smrti Klaudie pokračovala na dostavbě jezuitského kostela, který roku 1640 prozatímně dokončila a v němž byla po své smrti roku 1648 pohřbena.

## Potomci
Z prvního manželství se narodila jedna dcera:
- Viktorie della Rovere (7. února 1622 – 5. března 1694), ⚭ 1633 Ferdinand II. Medicejský (14. července 1610 – 23. května 1670), toskánský velkovévoda

Potomci z druhého manželství s Leopoldem V.:
- Marie Eleonora (1627–1629)
- Ferdinand Karel (17. května 1628 – 30. prosince 1662), rakouský arcivévoda, tyrolský hrabě, ⚭ 1646 Anna Medicejská (21. července 1616 – 11. září 1676)
- Isabella Klára (12. srpna 1629 – 24. února 1685), rakouská arcivévodkyně, ⚭ 1649 Karel III. Gonzaga (31. října 1626 – 14. srpna 1665), vévoda z Mantovy a z Montferratu
- Zikmund František (27. listopadu 1630 – 25. června 1665), rakousko-tyrolský velkovévoda, kníže-biskup augsburský, gurkským a tridentský, roku 1665 se zřekl svých církevních úřadů, ⚭ 1665 Hedvika Falcko-Sulzbašská (15. dubna 1650 – 23. listopadu 1681)
- Marie Leopoldina (6. dubna 1632 – 7. srpna 1649), ⚭ 1648 Ferdinand III. Habsburský (13. července 1608 – 2. dubna 1657), arcivévoda rakouský, císař římský, král český, uherský a chorvatský, markrabě moravský

## Vývod z předků
|                      |                           |  |                   |                         |  |  |  |  |  |  |  | René II. Lotrinský |
|                      |                           |  |                   |                         |  |  |  |  |  |  |  |                    |
|                      | Giovanni dalle Bande Nere |  |                   |                         |  |  |  |  |  |  |  |                    |
|                      |                           |  |                   |                         |  |  |  |  |  |  |  |                    |
|                      |                           |  |                   | Filipa z Guelders       |  |  |  |  |  |  |  |                    |
|                      |                           |  |                   |                         |  |  |  |  |  |  |  |                    |
|                      | Cosimo I. de Medici       |  |                   |                         |  |  |  |  |  |  |  |                    |
|                      |                           |  |                   |                         |  |  |  |  |  |  |  |                    |
|                      |                           |  |                   | Gilbert z Montpensieru  |  |  |  |  |  |  |  |                    |
|                      |                           |  |                   |                         |  |  |  |  |  |  |  |                    |
|                      | Marie Salviati            |  |                   |                         |  |  |  |  |  |  |  |                    |
|                      |                           |  |                   |                         |  |  |  |  |  |  |  |                    |
|                      |                           |  |                   | Klára Gonzagová         |  |  |  |  |  |  |  |                    |
|                      |                           |  |                   |                         |  |  |  |  |  |  |  |                    |
|                      | Ferdinand I. Medicejský   |  |                   |                         |  |  |  |  |  |  |  |                    |
|                      |                           |  |                   |                         |  |  |  |  |  |  |  |                    |
|                      |                           |  |                   | Jan I. Dánský           |  |  |  |  |  |  |  |                    |
|                      |                           |  |                   |                         |  |  |  |  |  |  |  |                    |
|                      | Pedro Álvarez de Toledo   |  |                   |                         |  |  |  |  |  |  |  |                    |
|                      |                           |  |                   |                         |  |  |  |  |  |  |  |                    |
|                      |                           |  |                   | Kristina Saská          |  |  |  |  |  |  |  |                    |
|                      |                           |  |                   |                         |  |  |  |  |  |  |  |                    |
|                      | Eleonora Toledská         |  |                   |                         |  |  |  |  |  |  |  |                    |
|                      |                           |  |                   |                         |  |  |  |  |  |  |  |                    |
|                      |                           |  |                   | Filip I. Kastilský      |  |  |  |  |  |  |  |                    |
|                      |                           |  |                   |                         |  |  |  |  |  |  |  |                    |
|                      | Maríe Osorio              |  |                   |                         |  |  |  |  |  |  |  |                    |
|                      |                           |  |                   |                         |  |  |  |  |  |  |  |                    |
|                      |                           |  |                   | Jana I. Kastilská       |  |  |  |  |  |  |  |                    |
|                      |                           |  |                   |                         |  |  |  |  |  |  |  |                    |
| 'Klaudie Medicejská' |                           |  |                   |                         |  |  |  |  |  |  |  |                    |
|                      |                           |  |                   |                         |  |  |  |  |  |  |  |                    |
|                      |                           |  | Karel z Angoulême |                         |  |  |  |  |  |  |  |                    |
|                      |                           |  |                   |                         |  |  |  |  |  |  |  |                    |
|                      | František I. Lotrinský    |  |                   |                         |  |  |  |  |  |  |  |                    |
|                      |                           |  |                   |                         |  |  |  |  |  |  |  |                    |
|                      |                           |  |                   | Luisa Savojská          |  |  |  |  |  |  |  |                    |
|                      |                           |  |                   |                         |  |  |  |  |  |  |  |                    |
|                      | Karel III. Lotrinský      |  |                   |                         |  |  |  |  |  |  |  |                    |
|                      |                           |  |                   |                         |  |  |  |  |  |  |  |                    |
|                      |                           |  |                   | Ludvík XII. Francouzský |  |  |  |  |  |  |  |                    |
|                      |                           |  |                   |                         |  |  |  |  |  |  |  |                    |
|                      | Kristina Dánská           |  |                   |                         |  |  |  |  |  |  |  |                    |
|                      |                           |  |                   |                         |  |  |  |  |  |  |  |                    |
|                      |                           |  |                   | Anna Bretaňská          |  |  |  |  |  |  |  |                    |
|                      |                           |  |                   |                         |  |  |  |  |  |  |  |                    |
|                      | Kristina Lotrinská        |  |                   |                         |  |  |  |  |  |  |  |                    |
|                      |                           |  |                   |                         |  |  |  |  |  |  |  |                    |
|                      |                           |  |                   | Petr Medicejský         |  |  |  |  |  |  |  |                    |
|                      |                           |  |                   |                         |  |  |  |  |  |  |  |                    |
|                      | Jindřich II. Francouzský  |  |                   |                         |  |  |  |  |  |  |  |                    |
|                      |                           |  |                   |                         |  |  |  |  |  |  |  |                    |
|                      |                           |  |                   | Alfonsina Orsini        |  |  |  |  |  |  |  |                    |
|                      |                           |  |                   |                         |  |  |  |  |  |  |  |                    |
|                      | Claude Francouzská        |  |                   |                         |  |  |  |  |  |  |  |                    |
|                      |                           |  |                   |                         |  |  |  |  |  |  |  |                    |
|                      |                           |  |                   | Jan III. z Auvergne     |  |  |  |  |  |  |  |                    |
|                      |                           |  |                   |                         |  |  |  |  |  |  |  |                    |
|                      | Kateřina Medicejská       |  |                   |                         |  |  |  |  |  |  |  |                    |
|                      |                           |  |                   |                         |  |  |  |  |  |  |  |                    |
|                      |                           |  |                   | Jana Bourbonská-Vendôme |  |  |  |  |  |  |  |                    |
|                      |                           |  |                   |                         |  |  |  |  |  |  |  |                    |